# رهایم کن (ترانه آوریل لوین)
«رهایم کن» (به انگلیسی: Let Me Go) ترانه‌ای است که توسط هنرمند موسیقی کانادایی آوریل لوین و خواننده اصلی گروه راک کانادایی نیکل‌بک، چد کروگر برای پنجمین آلبوم استودیویی لوین باعنوان آوریل لوین (۲۰۱۳) ضبط شده‌است. این اثر توسط لوین، کروگر و دیوید هاجز سروده شده‌است. این ترانه در ۱۵ اکتبر ۲۰۱۳ توسط اپیک رکوردز به عنوان سومین تک‌آهنگ آلبوم آوریل لوین منتشر شد. این اولین تک‌آهنگ لوین است که در آن یک هنرمند مهمان حضور دارد.
یک موزیک ویدئو در ۱۵ اکتبر ۲۰۱۳ منتشر شد. این ترانه به رتبه ۳۷ جدول ۴۰ آهنگ برتر بزرگسالان ایالات متحده و به رتبه ۷۸ ۱۰۰ آهنگ داغ بیلبورد رسید. موزیک ویدئو ترانه در اکتبر ۲۰۱۶ به بیش از ۱۰۰ میلیون بازدید در ویوو رسید.

## فهرست آهنگ
بارگیری دیجیتالی
1. «رهایم کن» - ۴:۲۷

سی‌دی تک‌آهنگ تایوان
1. «رهایم کن» (رادیو ویرایش) - ۳:۵۷
2. «رهایم کن» (نسخه اصلی) - ۴:۲۷
3. «رهایم کن» (سازنده) - ۴:۲۷

## تاریخچه انتشار
| کشور          | تاریخ          | قالب بندی         | برچسب                    |
| ------------- | -------------- | ----------------- | ------------------------ |
| ایتالیا       | ۱۱ اکتبر ۲۰۱۳  | رادیو محبوب معاصر | سونی میوزیک              |
| در سراسر جهان | ۱۵ اکتبر ۲۰۱۳  | دانلود دیجیتال    | سونی میوزیک، اپیک رکوردز |
| تایوان        | ۲۷ دسامبر ۲۰۱۳ | سی‌دی تک‌آهنگ       | سونی میوزیک              |